# Langenbogen

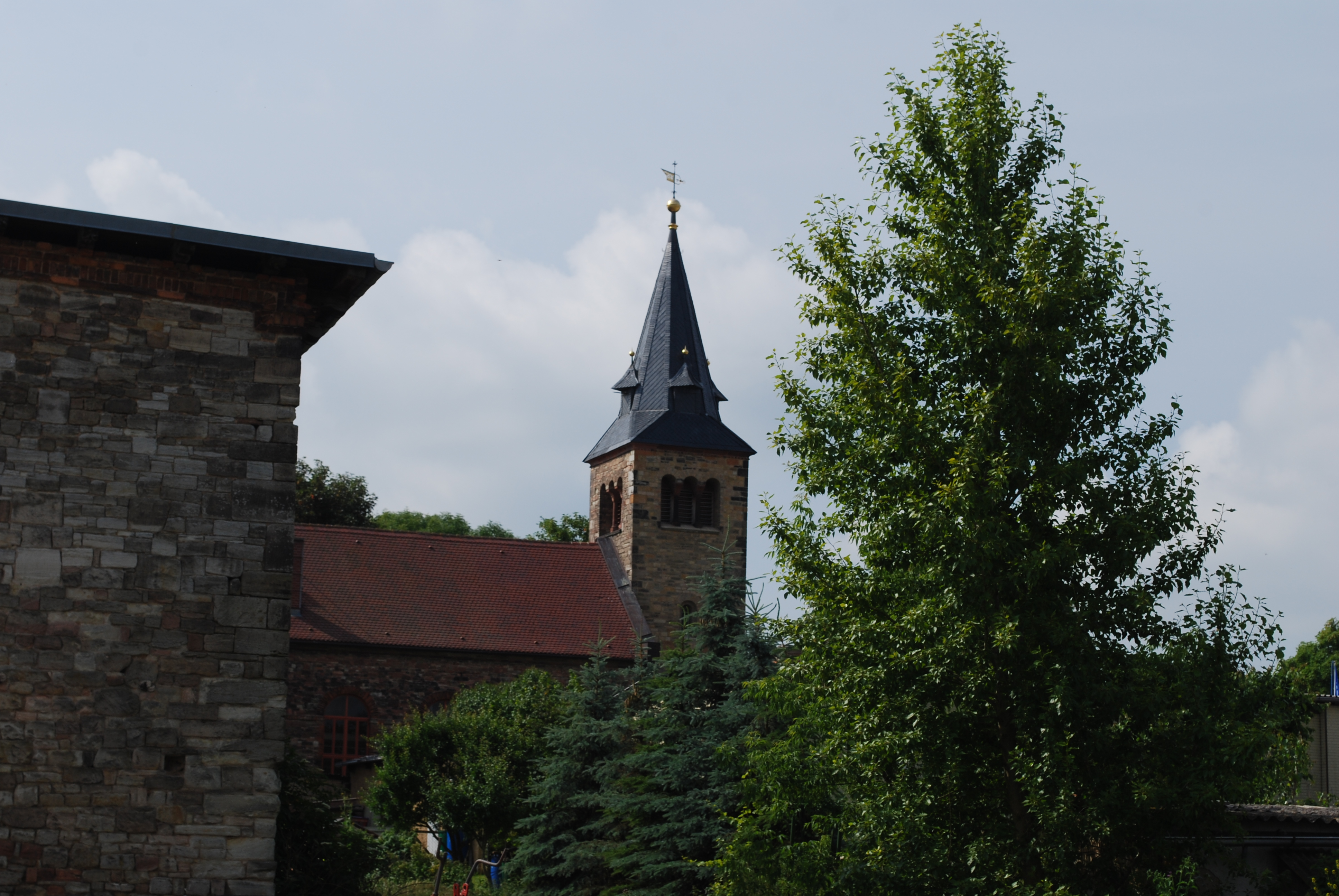
Kirche in Langenbogen

Langenbogen ist ein Ortsteil der Gemeinde Teutschenthal im Saalekreis in Sachsen-Anhalt (Deutschland).
Bis zur Eingemeindung nach Teutschenthal am 1. Januar 2010 war Langenbogen eine selbständige Gemeinde in der Verwaltungsgemeinschaft Würde/Salza. Amtierender Ortsbürgermeister ist Siegfried John.

## Geschichte
Langenbogen wurde erstmals 1155 in der  Schöppenchronik erwähnt. Zu dieser Zeit existierte unweit der Ortslage die Burg Langenbogen, auf der die Herren von Langenbogen saßen, Angehörige eines niedrigen Dienstadelgeschlechtes, das ab 1155 mit diesem Namenszusatz nachweisbar ist. Burg und Dorf kamen um 1194 an das Erzstift Magdeburg, wo sie über Jahrhunderte verblieben. An der Grenze zur Grafschaft Mansfeld liegend, gehörten sie als Exklave zum Amt Brachwitz im Saalkreis. 1433 wurde die Burg zerstört. Ab 1450 ließ Erzbischof Friedrich III. von Beichlingen eine Domäne mit Dorfsiedlung anlegen. Im Jahr 1691 wurde das Braunkohlenwerk Langenbogen, welches Johann Wolfgang von Goethe 1802 besuchte, erstmals erwähnt. 1680 kam Langenbogen mit dem Erzstift Magdeburg an das Herzogtum Magdeburg unter brandenburg-preußische Herrschaft.
Mit dem Frieden von Tilsit wurde Langenbogen im Jahr 1807 dem Königreich Westphalen angegliedert und dem Distrikt Halle im Departement der Saale zugeordnet. Der Ort gehörte zum Kanton Fienstedt. Nach der Niederlage Napoleons und dem Ende des Königreichs Westphalen befreiten die verbündeten Gegner Napoleons Anfang Oktober 1813 den Saalkreis. Bei der politischen Neuordnung nach dem Wiener Kongress 1815 wurde Langenbogen im Jahr 1816 dem Regierungsbezirk Merseburg der preußischen Provinz Sachsen angeschlossen und dem Mansfelder Seekreis zugeordnet. 1848 erfolgte der Bau der Zuckerfabrik durch den Großgrundbesitzer Wentzel. Am 30. September 1928 wurde der Gutsbezirk Langenbogen ohne seine Trennstücke mit der Landgemeinde Langenbogen vereinigt. Am 15. Juni 1950 erfolgte die Umgliederung von Langenbogen vom Mansfelder Seekreis in den Saalkreis. Am 20. Juli 1950 erfolgte die Eingemeindung von Köchstedt, welches jedoch am 1. Januar 1957 nach Bennstedt umgegliedert wurde.
Die letzten großen Bauvorhaben waren die Errichtung des Wohngebietes Eisleber Breite mit der Grundsteinlegung 1992 (für mehrere Hundert Bewohner) und (ab 1997) die Erschließung eines kleinen Gewerbegebietes (heute drei Kaufhallen, zwei Bäckerläden, ein Fleischerladen, eine Bankfiliale, eine Tankstelle, eine Imbissbude, eine Druckerei, ein Caravanhändler, ein Fitness-Studio und zirka fünf weitere Anbieter, u. a. von Zeitungen, Getränken, Blumen) am Dachsberg unmittelbar an der B80, wobei bereits bestehende Strukturen genutzt wurden.

## Lage und Entwicklung
Im Norden der Gemeinde biegt die Salza, vom Süßen See kommend und zuvor die Seen Bindersee und Kerner See durchquerend, gen Saale ab. An diesem Fluss, der auch Salzke genannt wird, befanden sich einst Mühlen, später die Zuckerfabrik. Da sich das Dorf bis zum 15. Jahrhundert auf dem Sporn an der Biegung gen Norden befand, bietet sich die Herleitung des Ortsnamens aus dieser Lage an. Das Ortszentrum zieht sich an der alten Chaussee-Straße nach Eisleben hinauf und wurde später um weitere Siedlungsteile wie die Arbeitersiedlung Welle entlang der Salza (für die Zuckerfabrik) oder die Bauernsiedlung südwestlich des Ortes erweitert. Auch gehört der Nordteil der Nachbarsiedlung Teutschenthal Bahnhof zum Ort. Dort befinden sich u. a. das Waldstück Hölle und der ehemalige Pestfriedhof. Durch die Anlage Langenbogens als Straßendorf wurde die Eröffnung von Gaststätten begünstigt. 
Im Ortszentrum befinden sich u. a. zwei ehemalige Schulgebäude (geschlossen; eine der beiden heute Apotheke Dorfschule Langenbogen), eine Bäckerei, das Gemeindeamt, zwei Gaststätten, die Freiwillige Feuerwehr und die Kirche St. Magdalena (1481 ersterwähnt, heutige Gestalt 19. Jahrhundert). Seit 1990 wurden u. a. der Wasserturm, die Zuckerfabrik und die Gaststätte Deutsches Haus abgerissen. Die einst berühmte Obstweinschenke Weinbergterrassen ist nicht mehr in Betrieb, doch haben sich neue Gasthäuser etabliert. Zudem befinden sich im Ort eine Fahrschule, Autohändler oder auch eine Brennerei sowie verschiedene Handwerke (Fensterbau, Gartenbau, Friseure). Weiterhin gibt es zahlreiche Vereine wie z. B. den Handballverein, den Tanzverein, den Förderverein Barockorgel und den Kraftsportverein in Langenbogen.
Umgeben ist der Ort in seiner heutigen Ausdehnung von Anhöhen wie dem Flegelsberg (westlich) oder dem Pfingstberg (nordöstlich der Ortslage). Weitere Hügel im Gemeindegebiet sind der Karnickelberg und der Schachtberg (beide bei der Bahnsiedlung), der Lausehügel mit dem Kessel (südlich des Flegelsbergs im Westen der Gemeinde) und der Dachsberg (an der B 80 östlich der Ortslage).
Östlich und südöstlich wird der Ort vom Augenwassergraben begrenzt, westlich vom Weißen Graben. Östlich des Ortes entstand zudem einer der ehemals vier Teiche wieder, als man die Pumpen dort abstellte. Dieser Maßnahme fiel eine Kleingartenanlage zum Opfer, deren Häuschen/Bungalows (u. a. ein Bus) noch jahrzehntelang aus der Wasserfläche ragen, aber im Jahr 2020 beseitigt wurden. Aufgrund seiner geringen Tiefe gefriert er fast jeden Winter komplett. Die Teiche wurden einst für die Versorgung des Schlosses angelegt, in welchem die Erzbischöfe von Magdeburg Teile ihrer Sommer verbrachten, und hießen Küchenteich, Schäferteich, Kleiner Burgteich und Großer Burgteich (dieser auch Mühlenteich genannt, da sich am Nordende eine Mühle befand). Sie bestanden bis Ende des 18. Jahrhunderts. Der Große Burgteich, eine Art Ringgraben des Schlosses, entstand in seiner markanten Hufeisenform, die auch als Salzamäander gedeutet wird, rund um die ehemalige Burgstelle herum wieder. Da das Gebiet nach dem Verfall überackert worden war, finden sich vom Schloss so gut wie keine Reste mehr.

## Wappen und Flagge
Blasonierung: „Im silbernen, mit einer abwärts gebogenen blauen Leiste belegten Schild oben eine fünfteilige, gezinnte rote Burg mit offenem rundbogigen Tor im Mittelteil und je einer schwarzen Fensteröffnung in den Außentürmen; unten zwei gekreuzte rote Schlüssel mit abwärts gekehrten Bärten und ovalen Schließblättern.“ Mit der Burg wird sinnbildlich die Burg Langensalza, mit dem blauen Band die Salza und mit den gekreuzten Schlüsseln das Wappen der Familie von Langenbogen dargestellt.
Das Wappen wurde vom Kommunalheraldiker Frank Jung gestaltet und am 10. Juli 1997 durch das Regierungspräsidium Halle genehmigt.
Die Farben der Flagge sind Silber(Weiß) - Rot - Silber(Weiß) gestreift mit aufgelegten Wappen auf dem breiteren Mittelstreifen.

## Kultur und Sehenswürdigkeiten

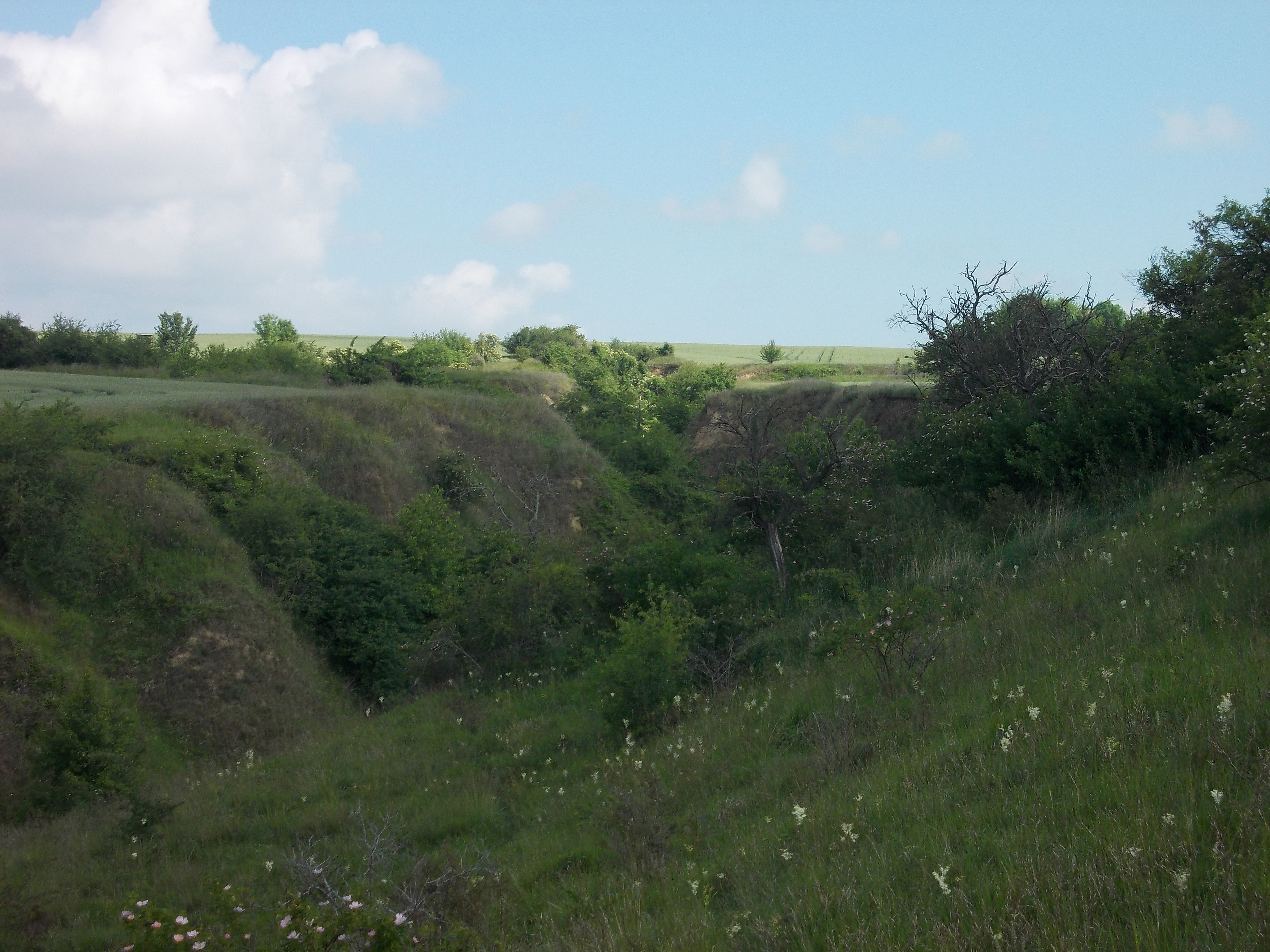
Die Hammerlöcher

Touristisch attraktiv wird die Gemeinde durch die Weinberge entlang des Salzatales und verschiedene Naturpfade unter anderem in die Nachbargemeinde Salzatal (Naturschutzgebiet Salzatal zwischen Langenbogen und Köllme). Der Ort liegt an der Weinstraße Mansfelder Seen und am Radfernwanderweg Saale-Harz.
Die Hammerlöcher sind natürlich entstandene Wegschluchten, die die Entwicklung der Bodenschichten der Region gut erkennbar machen. Eine weitere Besonderheit ist die „Rohrwiese“, eine Salzwiese nordwestlich der Siedlung Eisleber Breite. Auf dem Bergsporn, auf dem sich früher der Ort befand, findet sich heute der Elefantenstein und der Pflaumenanger ist noch zu erahnen. Am Talweg nach Zappendorf steht der Schäferstein, einstiger Grenzstein des Erzstifts.
Am Vorwerk (später Domänengehöft) befindet sich eine Bauinschrift aus dem Jahr 1606 mit Sonnenuhr und Figurenrelief (Wappentafel Langenbogen). Die Bäckerei ziert ein Wappen, das auf die Gründung im Jahr 1750 verweist. Die älteste Brücke des Ortes befand sich bis zum Jahr 2017 an der Straße nach Höhnstedt.
Zudem gibt es am westlichen Ortsausgang einen Meilenstein aus den 1820er Jahren und im Salzatal nordöstlich des Ortes einen Wegweiserstein. Südlich des Dorfes befindet sich nahe der Bahnhofssiedlung der sogenannte Pestfriedhof, einstiger Friedhof der Bergbausiedlung Schachtberg.

### Gedenkstätten
- Gedenkstein aus dem Jahre 1976 in der Friedensstraße zur Erinnerung an Frauen und Männer aus der Sowjetunion, die während des Zweiten Weltkrieges nach Deutschland verschleppt und Opfer von Zwangsarbeit in der Zuckerfabrik wurden
- Denkmal für Philipp Müller in der Friedensstraße an der Friedhofsmauer
- Kriegerdenkmal 1871 (Eisernes Kreuz) auf dem Friedhof südlich der Kirche
- Kriegerdenkmal Weltkriege (Adler) auf einer Platzanlage südlich des Friedhofs der Kirche

## Religion

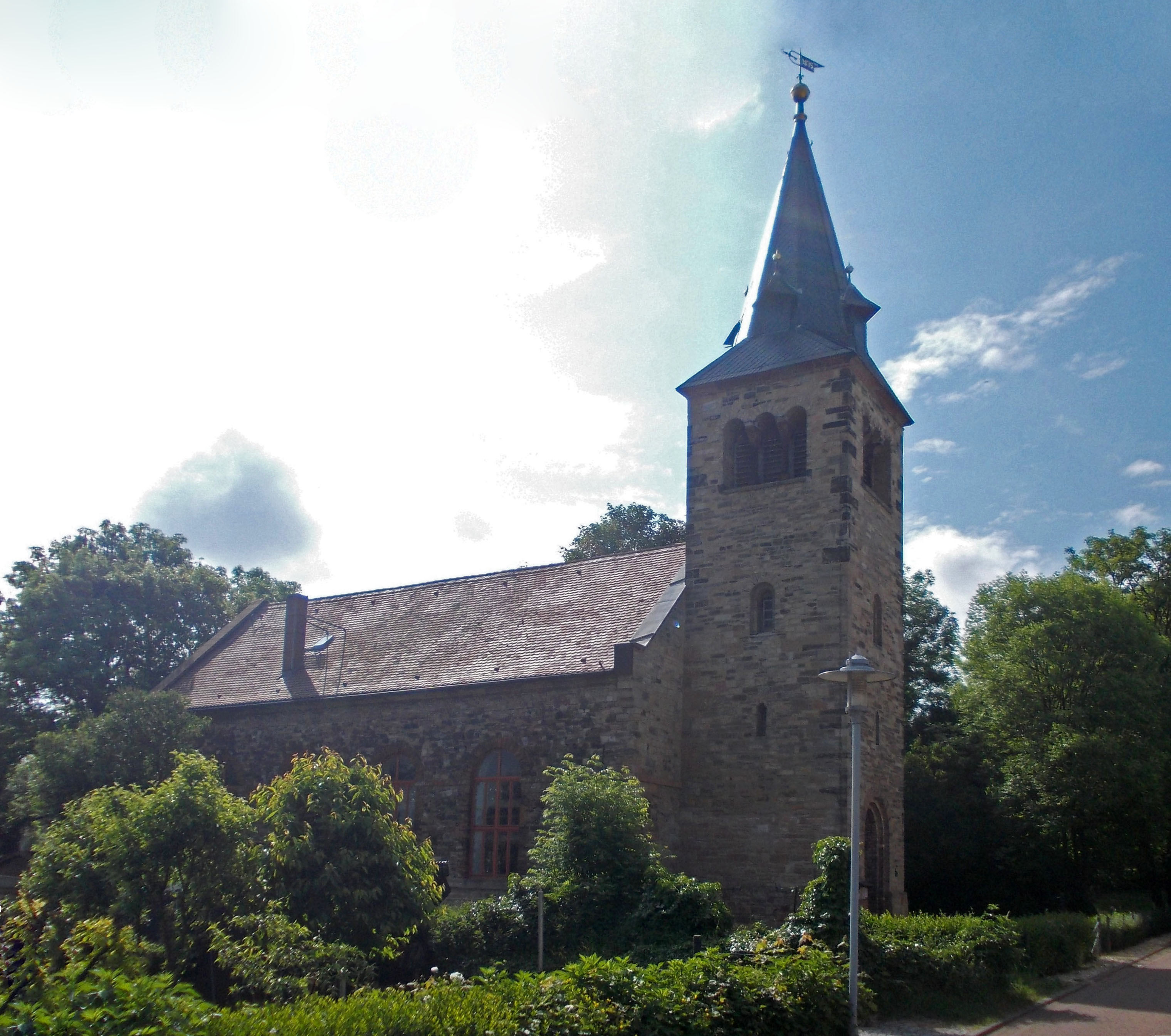
St.-Magdalena-Kirche

Die einzige Kirche in Langenbogen ist die evangelisch-lutherische St.-Magdalena-Kirche. Ihre Kirchengemeinde gehört zum Pfarrbereich Teutschenthal im Kirchenkreis Halle-Saalkreis der Evangelischen Kirche in Mitteldeutschland.
Nachdem infolge der Flucht und Vertreibung Deutscher aus Mittel- und Osteuropa 1945–1950 auch im evangelisch-lutherisch geprägten Langenbogen wieder Katholiken in größerer Zahl zugezogen waren, erfolgte 1957 in einem ehemaligen Stall auf dem Grundstück Welle 19 die Einrichtung einer katholischen Kapelle. Zur Errichtung einer katholischen Kirchengemeinde kam es in Langenbogen nicht, die Kapelle blieb eine Gottesdienststation und wurde bereits im Zeitraum ungefähr von 1965 bis 1975 wieder aufgegeben. Katholische Gottesdienste in Langenbogen fanden bis 2023 seitens der in Halle (Saale) ansässigen Pfarrei Carl Lampert in der evangelisch-lutherischen St.-Magdalena-Kirche statt.